# Musikanten
Pour plus de détails, voir Fiche technique et Distribution.
Musikanten est un drame biographique italien réalisé par Franco Battiato et sorti en 2005.

## Synopsis

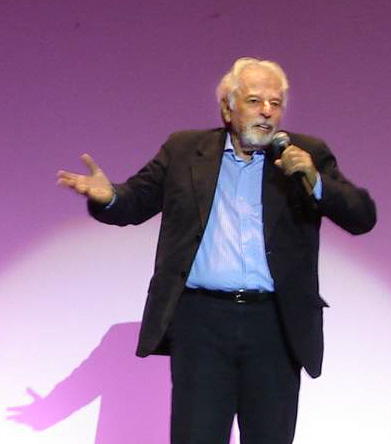
Le film met en vedette l'artiste franco-chilien Alejandro Jodorowsky.

Marta et Nicola travaillent pour une chaîne de télévision italienne dans une émission intitulée Musikanten, qui traite de la musique du monde entier. Ils proposent au directeur de la chaîne un nouveau programme dont les quatre premiers épisodes, qu'ils qualifient d'« expérimentaux », doivent présenter les travaux de chercheurs de pointe dans le domaine de la science, mais aussi de la pseudo-science.
Le directeur relève le défi et autorise le travail. Marta et Nicola partent à la recherche des premiers personnages à interviewer, parmi lesquels Juri Palestein, une sorte de chamane qui refuse d'apparaître à l'écran, mais propose aux deux journalistes de se soumettre à une expérience de régression hypnotique. Marta accepte et avoue un rêve récurrent : elle parle allemand et joue du piano, alors que dans la vie réelle ces deux capacités lui sont inconnues. La présence de Ludwig van Beethoven plane également dans le rêve.
Palestein soumet Marta à une régression. Elle s'identifie à un jeune prince mécène de l'entourage de Beethoven, auprès duquel elle prend des leçons de musique. La vie du compositeur allemand durant ses dernières années à Vienne avant sa mort est reconstituée en une série de scènes, parfois expliquées par l'intervention d'un narrateur ; l'aspect éthique et esthétique l'emporte sur l'aspect historique.
Ludwig van Beethoven apparaît comme un personnage original, qui s'impose aux autres par sa personnalité ; colérique, impatient, sujet à des crises de désespoir dues à l'avancée progressive d'une surdité qui n'arrête pourtant pas sa créativité compositionnelle, le musicien est montré dans ses rapports avec les femmes, en premier lieu Bettina Brentano, ses amis affectueux et son neveu Carl.
La régression hypnotique de Marta se termine par les funérailles solennelles de Beethoven. Dans l'hôtel où elle et Nicolas ont pris pension, non loin de la maison de Palestein, ils regardent une émission de télévision qui proclame un coup d'État et la création, dans une série de pays, du Parti démocratique mondial. Le nouveau gouvernement s'arroge le « pouvoir spirituel et temporel » et promet de mettre l'accent sur l'ordre plutôt que sur la liberté.

## Fiche technique
- Titre original italien : Musikanten[1]
- Réalisation : Franco Battiato
- Scenario : Franco Battiato, Manlio Sgalambro
- Photographie :	Daniele Baldacci
- Montage : Riccardo Sgalambro
- Musique : Franco Battiato
- Décors : Luca Volpatti
- Effets spéciaux : Franco Galiano
- Costumes : Monica Celeste
- Maquillage : Maria Teresa Corridoni, Francesco Nardi
- Production : Francesco Cattini
- Société de production : L'Ottava (it), Rai Fiction
- Pays de production :  Italie
- Langue originale : Italien
- Format : couleurs - Son stéréo - 35 mm
- Durée : 92 minutes
- Genre : Drame biographique
- Dates de sortie :
  - Italie : 4 septembre 2005 (Mostra de Venise 2005) ; 3 mars 2006 (sortie nationale)

## Distribution
- Alejandro Jodorowsky : Ludwig van Beethoven
- Sonia Bergamasco : Marta / Le Prince
- Fabrizio Gifuni : Nicolas, l'ami de Beethoven
- Michela Cescon : la femme de Nicola
- Chiara Muti : Comtesse
- Juri Camisasca : Jan Palestein
- Chiara Conti : Bettina Brentano
- Antonio Rezza : lui-même
- Lucia Sardo : elle-même
- Valter Malosti : ami de Beethoven
- Charles de Salis : le comte Charles
- Francesco Libetta : le garçon de bar
- Gioacchino Lanza Tomasi : le directeur de la chaîne de télévision
- Niccolo' Orsini De Marzo : le noble Orsini
- Donato Salis : le noble Salis
- Stefano Bertini : le secrétaire de Beethoven
- Arturo Stalteri : Johann Aloys Schlosser, l'ami de Beethoven

## Production
Le film, la deuxième œuvre de Battiato en tant que réalisateur, se concentre sur la vie du compositeur allemand Ludwig van Beethoven. Il a été présenté dans la catégorie Orizzonti au à la Mostra de Venise 2005.
« Beethoven è un pretesto per descrivere il senso dell’eccellenza, che va scomparendo. Voglio emozionare lo spettatore a un livello superiore e più profondo di quello della storia in se stessa. Si tratta di un progetto che mira a coinvolgere studiosi di varie discipline, che hanno in comune l’obiettivo di aprirsi a settori, normalmente, definiti non scientifici »
« Beethoven est un prétexte pour décrire la disparition du sens de l'excellence. Je veux exciter le spectateur à un niveau plus élevé et plus profond que l'histoire elle-même. Il s'agit d'un projet qui vise à impliquer des chercheurs de différentes disciplines, qui ont en commun l'objectif de s'ouvrir à des domaines normalement définis comme non scientifiques. »

## Accueil critique
Ce film est reconnu d'intérêt culturel national par la Direction générale du cinéma et de l'audiovisuel du ministère italien des Biens et Activités culturels et du Tourisme, sur la base de la résolution ministérielle du 3 juillet 2002.